# Macrocentrus muesebecki
Macrocentrus muesebecki är en stekelart som beskrevs av Costa Lima 1950. Macrocentrus muesebecki ingår i släktet Macrocentrus och familjen bracksteklar. Inga underarter finns listade i Catalogue of Life.